# Tomislav Ivić
Tomislav Ivić (Split, 1933. június 30. – Split, 2011. június 24.) horvát labdarúgó-középpályás, edző.

## Pályafutása
Tomislav Ivić pályafutása során hét különböző országban dolgozott vezetőedzőként és négy országban szerzett csapataival bajnoki címet. and he won titles and cups in seven countries: Yugoslavia, the Netherlands, Belgium, Portugal, Spain and France. Ivić never won the league title in Greece. Nemzetközi szinten is eredményes pályafutás állt mögötte, összesen három jugoszláv, valamint egy-egy holland, belga, portugál és francia bajnoki címet nyert, ezenkívül hatszor hódította el aktuális csapatával az országos kupát, az FC Porto csapatával pedig UEFA-szuperkupát és interkontinentális kupát nyert. Azon országok közül, ahol dolgozott, egyedül Görögországban nem sikerült bajnoknak lennie.
Hazájában dolgozott az RNK Split, a Hajduk Split, a Dinamo Zagreb, valamint a jugoszláv válogatott élén. Ezen kívül olyan csapatok kispadján ült, mint a Benfica és Porto, az Atlético Madrid, a Fenerbahçe, Panathinaikósz és Ajax. Utolsó munkáját 2003-ban vállalta, az arab emírségekbeli  ál-Ittihád vezetőedzője lett.
A Bajnokok Ligájában 46 találkozójából 29-et nyert meg, ez 63,0%-os győzelmi arány. Klubcsapatok mellett dolgozott szövetségi kapitányként Jugoszláviában, Horvátországban, az Egyesült Arab Emírségekben és Iránban. A horvát válogatott kispadján egyetlen találkozón ült, amikor Miroslav Blaževićet helyettesítette. Az 1996-os Ázsia-kupa döntőjét Szaúd-Arábia ellen veszítette el az Arab Emírségek csapatával.

## Visszavonulása után
2001-ben orvosi tanácsra hagyott fel az edzősködéssel, igaz később ideiglenesen ült az ál-Ittihád kispadján, a belga Standard de Liège csapatánál pedig az utánpótlás csapatok koordinátoraként tevékenykedett.

## Halála
2011. június 24-én, hat nappal a 78. születésnapja előtt, Splitben, szülővárosában halt meg. Ivić szívbetegségben és cukorbetegségben is szenvedett.